# FP Весов
FP Весов (лат. FP Librae) — одиночная переменная звезда в созвездии Весов на расстоянии (вычисленном из значения параллакса) приблизительно 13406 световых лет (около 4110 парсеков) от Солнца. Видимая звёздная величина звезды — от +17,1m до +15,8m.

## Характеристики
FP Весов — пульсирующая переменная звезда типа RR Лиры (RRAB).